# Paul Mara
Pour les articles homonymes, voir Mara.
Paul Mara (né le 7 septembre 1979 à Ridgewood dans le New Jersey aux États-Unis) est un joueur professionnel américain de hockey sur glace. Il évolue à la position de défenseur. Son frère aîné, Rob a été choisi par les Blackhawks de Chicago lors du repêchage d'entrée dans la Ligue nationale de hockey de 1994 mais sans pour autant jouer par la suite au sein d'une équipe de ligue majeure ou mineure.

## Carrière

### Carrière junior
Né dans le New Jersey, Mara va grandir dans le Massachusetts et faire ses études à Belmont. En 1996-97, il rejoint l'équipe des Wolves de Sudbury de la ligue junior de la Ligue de hockey de l'Ontario avec qui dès sa première saison, il inscrit 43 points en 44 matchs. Il est alors le meilleur défenseur de son équipe en tant que meilleur buteur, aideur et donc passeur. Il est ensuite sélectionné pour jouer le Match des étoiles de la ligue et est également nommé dans l'équipe type des recrues de la saison.
Au cours de l'été qui va suivre, il participe au repêchage d'entrée dans la Ligue nationale de hockey et est choisi lors du premier tour par le Lightning de Tampa Bay. Septième joueur choisi après Joe Thornton en tant que premier choix, il ne rejoint pas pour autant la LNH et retourne jouer dans l'OHL. Il partage sa seconde saison junior entre les Wolves et les Whalers de Plymouth. Au cours de sa seconde saison avec les Whalers, il joue également un match de la saison de la LNH et inscrit un but et réalise une passe décisive lors de ce match, le soir du 17 avril contre les Panthers de la Floride.

### Carrière professionnelle
Il rejoint officiellement l'équipe du Lightning en 1999-2000 même s'il joue une cinquantaine de matchs dans la franchise de la LNH et une quinzaine avec les Vipers de Détroit de la Ligue internationale de hockey. Quatrième buteur de l'équipe de Tampa Bay lors des supériorité numérique, il finit meilleur recrue de l'équipe.
En 2000, il commence la saison avec le Lightning mais il est transféré en mars 2001 avec Mike Johnson, Rouslan Zaïnoulline et un choix de repêchage pour 2001 en retour de Nikolaï Khabibouline et de Stan Neckar, joueurs des Coyotes de Phoenix. Il va y passer les quatre saisons suivantes mais lors du lock-out 2004-2005 de la LNH, il signe en tant qu'agent libre en Allemagne avec l'équipe de la Deutsche Eishockey-Liga. Il joue une trentaine de matchs avec les Hannover Scorpions mais son équipe termine à la douzième place du championnat. En février 2002, il est sélectionné pour jouer le 52e Match des étoiles de la LNH et va réaliser deux passes décisives.
De retour en Amérique du Nord, il retourne jouer dans la LNH pour les Coyotes pour une dernière saison. En juin 2006, il est échangé aux Bruins de Boston en retour de choix de repêchages mais il y joue moins d'une saison puisqu'il rejoint en février les Rangers de New York en retour de Aaron Ward.
Le 10 juillet 2009, il signe un contrat avec les Canadiens de Montréal. Il accepte une légère diminution de salaire afin de s'aligner avec la «Sainte-Flanelle» en signant un contrat évalué à 1 675 000 $.[réf. nécessaire]
Le 16 février 2011, il est échangé par les Ducks d'Anaheim aux Canadiens de Montréal en retour d'un choix de 5e tour au repêchage de 2012.

### Carrière internationale
Mara est sélectionné pour la première fois avec l'équipe nationale en jouant le championnat du monde junior 1997. Les années suivantes, il joue encore avec l'équipe junior puis connaît sa première sélection avec l'équipe sénior en 2004. Il remporte alors la médaille de bronze.

## Statistiques de carrière

### En club
| Saison     | Équipe                 | Ligue      |     | Saison régulière | Saison régulière | Saison régulière | Saison régulière | Saison régulière |   | Séries éliminatoires | Séries éliminatoires | Séries éliminatoires | Séries éliminatoires | Séries éliminatoires |
| Saison     | Équipe                 | Ligue      | PJ  | B                | A                | Pts              | Pun              | PJ               | B | A                    | Pts                  | Pun                  |                      |                      |
| 1996-1997  | Wolves de Sudbury      | LHO        | 44  | 9                | 34               | 43               | 61               | -                | - | -                    | -                    | -                    |                      |                      |
| 1997-1998  | Wolves de Sudbury      | LHO        | 25  | 8                | 18               | 26               | 79               | -                | - | -                    | -                    | -                    |                      |                      |
| 1997-1998  | Whalers de Plymouth    | LHO        | 25  | 8                | 15               | 23               | 30               | 15               | 3 | 14                   | 17                   | 30                   |                      |                      |
| 1998-1999  | Whalers de Plymouth    | LHO        | 52  | 13               | 41               | 54               | 95               | 11               | 5 | 7                    | 12                   | 28                   |                      |                      |
| 1998-1999  | Lightning de Tampa Bay | LNH        | 1   | 1                | 1                | 2                | 0                | -                | - | -                    | -                    | -                    |                      |                      |
| 1999-2000  | Vipers de Détroit      | LIH        | 15  | 3                | 5                | 8                | 22               | -                | - | -                    | -                    | -                    |                      |                      |
| 1999-2000  | Lightning de Tampa Bay | LNH        | 54  | 7                | 11               | 18               | 73               | -                | - | -                    | -                    | -                    |                      |                      |
| 2000-2001  | Vipers de Détroit      | LIH        | 10  | 3                | 3                | 6                | 22               | -                | - | -                    | -                    | -                    |                      |                      |
| 2000-2001  | Lightning de Tampa Bay | LNH        | 46  | 6                | 10               | 16               | 40               | -                | - | -                    | -                    | -                    |                      |                      |
| 2000-2001  | Coyotes de Phoenix     | LNH        | 16  | 0                | 4                | 4                | 14               | -                | - | -                    | -                    | -                    |                      |                      |
| 2001-2002  | Coyotes de Phoenix     | LNH        | 75  | 7                | 17               | 24               | 58               | 5                | 0 | 0                    | 0                    | 4                    |                      |                      |
| 2002-2003  | Coyotes de Phoenix     | LNH        | 73  | 10               | 15               | 25               | 78               | -                | - | -                    | -                    | -                    |                      |                      |
| 2003-2004  | Coyotes de Phoenix     | LNH        | 81  | 6                | 36               | 42               | 48               | -                | - | -                    | -                    | -                    |                      |                      |
| 2004-2005  | Hannover Scorpions     | DEL        | 35  | 5                | 13               | 18               | 89               | -                | - | -                    | -                    | -                    |                      |                      |
| 2005-2006  | Coyotes de Phoenix     | LNH        | 78  | 15               | 32               | 47               | 70               | -                | - | -                    | -                    | -                    |                      |                      |
| 2006-2007  | Bruins de Boston       | LNH        | 59  | 3                | 15               | 18               | 95               | -                | - | -                    | -                    | -                    |                      |                      |
| 2006-2007  | Rangers de New York    | LNH        | 19  | 2                | 3                | 5                | 18               | 10               | 2 | 2                    | 4                    | 18                   |                      |                      |
| 2007-2008  | Rangers de New York    | LNH        | 61  | 1                | 16               | 17               | 52               | 10               | 0 | 1                    | 1                    | 20                   |                      |                      |
| 2008-2009  | Rangers de New York    | LNH        | 76  | 5                | 16               | 21               | 94               | 7                | 1 | 1                    | 2                    | 8                    |                      |                      |
| 2009-2010  | Canadiens de Montréal  | LNH        | 42  | 0                | 8                | 8                | 48               | -                | - | -                    | -                    | -                    |                      |                      |
| 2010-2011  | Ducks d'Anaheim        | LNH        | 33  | 1                | 1                | 2                | 40               | -                | - | -                    | -                    | -                    |                      |                      |
| 2010-2011  | Canadiens de Montréal  | LNH        | 20  | 0                | 4                | 4                | 48               | 1                | 0 | 0                    | 0                    | 0                    |                      |                      |
| 2012-2013  | Reign d'Ontario        | ECHL       | 28  | 1                | 17               | 18               | 75               | -                | - | -                    | -                    | -                    |                      |                      |
| 2012-2013  | Aeros de Houston       | LAH        | 36  | 1                | 10               | 11               | 89               | 5                | 0 | 1                    | 1                    | 18                   |                      |                      |
| Totaux LNH | Totaux LNH             | Totaux LNH | 734 | 64               | 189              | 253              | 776              | 33               | 3 | 4                    | 7                    | 50                   |                      |                      |

### En équipe nationale
| Année | Compétition                 |   | PJ | B | A | Pts | Pun                |  | Résultat |
| 1997  | Championnat du monde junior | 6 | 0  | 0 | 0 | 0   | Médaille d'argent  |  |          |
| 1998  | Championnat du monde junior | 7 | 1  | 1 | 2 | 6   | Cinquième place    |  |          |
| 1999  | Championnat du monde junior | 6 | 1  | 4 | 5 | 22  | Huitième place     |  |          |
| 2004  | Championnat du monde        | 9 | 1  | 2 | 3 | 8   | Médaille de bronze |  |          |